# Clermont (Ariège)
Clermont é uma comuna francesa na região administrativa de Occitânia, no departamento de Ariège.